# قصر الحصن

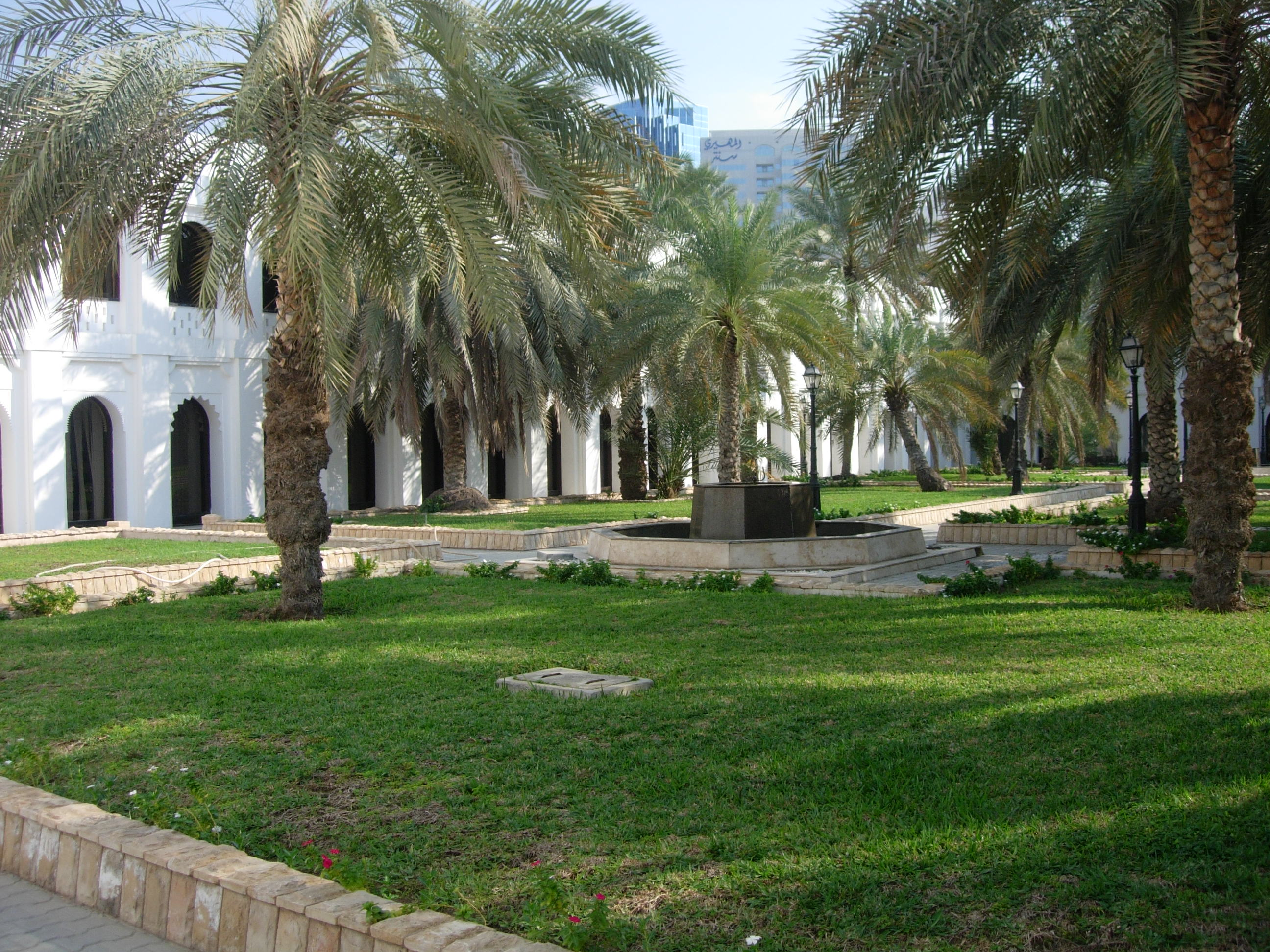
صحن قصر الحصن في أبوظبي.

قصر الحصن  أقدم بناء تاريخي في مدينة أبوظبي، ويعتبر أحد أهم معالمها التراثية، ويعكس التاريخ والإنجازات في أبوظبي بصورة متواصلة منذ القرن الثامن عشر ولغاية اليوم. تم ترميمه والحفاظ عليه ليكون مفتوحا للزوار من قبل دائرة الثقافة والسياحة بأبوظبي. تسمى المنطقة بأكملها منطقة الحصن الثقافية، وتضم إلى جانب الحصن المجمع الثقافي وبيت للحرفيين. يبلغ عمر أقدم قطعة في القصر 3000 عام، ويحتوي على مقتنيات تخص بعض أفراد عائلة آل نهيان، ومقتنيات تعود لعصر الشيخ زايد الأول.
أطلق على الحصن اسم القلعة البيضاء لأنه مغطى بجص مصنوع من الحجر الجيري والرمال وأصداف البحر التي تلمع في ضوء الشمس.

## التاريخ
خلال القرن السابع عشر، كانت معظم الأراضي التي تتكون منها إمارة أبوظبي حاليا خاضعة لاتحاد قبائل بني ياس، حيث استعمل بعضهم جزيرة أبوظبي لصيد السمك وربما للغوص على اللؤلؤ. والأسطورة تقول أن أحد الأشخاص من منطقة ليوا كان يطارد ظبيا في الجزيرة إلى أن وجده يشرب من بئر عذبة. فتم بناء برج مراقبة لأجل حماية مصدر الماء الحيوي، وتكونت مستوطنة بشرية حوله في حوالي سنة 1760 ومنها أطلق اسم أبوظبي على الجزيرة والذي يعني أب أو أرض الظبي. وفي حوالي سنة 1793، أمر الشيخ شخبوط بن ذياب آل نهيان ببناء قلعة محصنة ومقر إقامة له وعائلته.

## تاريخ الحصن
وفي هذه الفترة، كان الحصن هو الوحيد المبني من الحجارة، بينما السكان الأصليون كانوا يعيشون في أكواخ البرستي، ولكن المنطقة أصبحت تكتسي أهمية سياسية واقتصادية أكبر بفضل الطفرة الكبيرة في تجارة اللؤلؤ. وقد تمت توسعة البناء وأصبح أكثر هيبة، حيث أصبحت هناك مدافع لحمايته. وفي سنة 1892، تم تعديل الهدنة الأبدية وأصبحت الإمارات المتصالحة خاضعة لحماية الحكومة البريطانية، التي أصبحت هي الأخرى مسؤولة عن الشؤون الخارجية ولكن مع احترام سيادة مشايخ الإمارات المتصالحة.
كانت بدايات القرن العشرين عصيبة بالنسبة لأبوظبي حيث توجب عليها في ذلك الحين مواجهة تحديات داخلية وإقليمية. وقد بدأت المشاكل في المنطقة مع اندلاع الحرب العالمية الأولى، والانكماش الحاد في تجارة اللؤلؤ الناتج عن تطوير اليابان للؤلؤ الزراعي. ومن هنا أصبح السكان يعانون من قلة فرص العمل.

## تطوير الحصن
إلا أنه وفي الفترة بين الحربين، تم اكتشاف آبار للنفط في الخليج، وفي عام 1939 وقع الشيخ شخبوط بن سلطان آل نهيان امتيازا للتنقيب الجيوليوجي واستغلال النفط في الإمارات المتصالحة. ومن إيرادات هذا الامتياز بدأ الشيخ في تنفيذ برنامج تطويري كبير، حيث قام ببناء حصن جديد حول الحصن القديم بإضافة توسيعات مهمة في الأجنحة الجنوبية والشرقية للحصن، وهو ما نتج عنه تخصيص غرف خاصة بالأسرة الحاكمة. وبعد أن استلم الشيخ زايد بن سلطان آل نهيان، الرئيس السابق لدولة الإمارات العربية المتحدة مقاليد الحكم في إمارة أبوظبي في سنة 1966، غادرت العائلة قصر الحصن الذي أصبح مركزا إداريًا لغاية التسعينات. وقد أمر الشيخ زايد بترميم الحصن بين 1976 و1983، حيث تم خلال هذه الفترة تغيير الحدائق الداخلية بصورة ملموسة، لتشتمل على أرصفة ونوافير مياه وأعمدة إنارة. إن لقصر الحصن مظهر (حصن ضمن حصن) حيث يطوق الحصن الأكبر، الذي تم بناؤه في الأربعينيات البناء القديم تماما.
تحول القصر إلى متحف وطني في العام 2018 بعد سنوات من أعمال الترميم، واليوم يبرز كرمز وطني يربط الماضي العريق لمدينة أبوظبي بحاضرها. كما يحوي المتحف قطعاً أثرية يعود تاريخها إلى 6000 عام قبل الميلاد.

## موقع الحصن
يقع الحصن ضمن أسوار المجمع الثقافي في وسط مدينة أبوظبي، ويقع تحت إدارة هيئة أبوظبي للثقافة والتراث وهي هيئة حكومية تهتم وتعنى بحفظ وتعزيز تراث وثقافة إمارة أبوظبي.

## مهرجان قصر الحصن

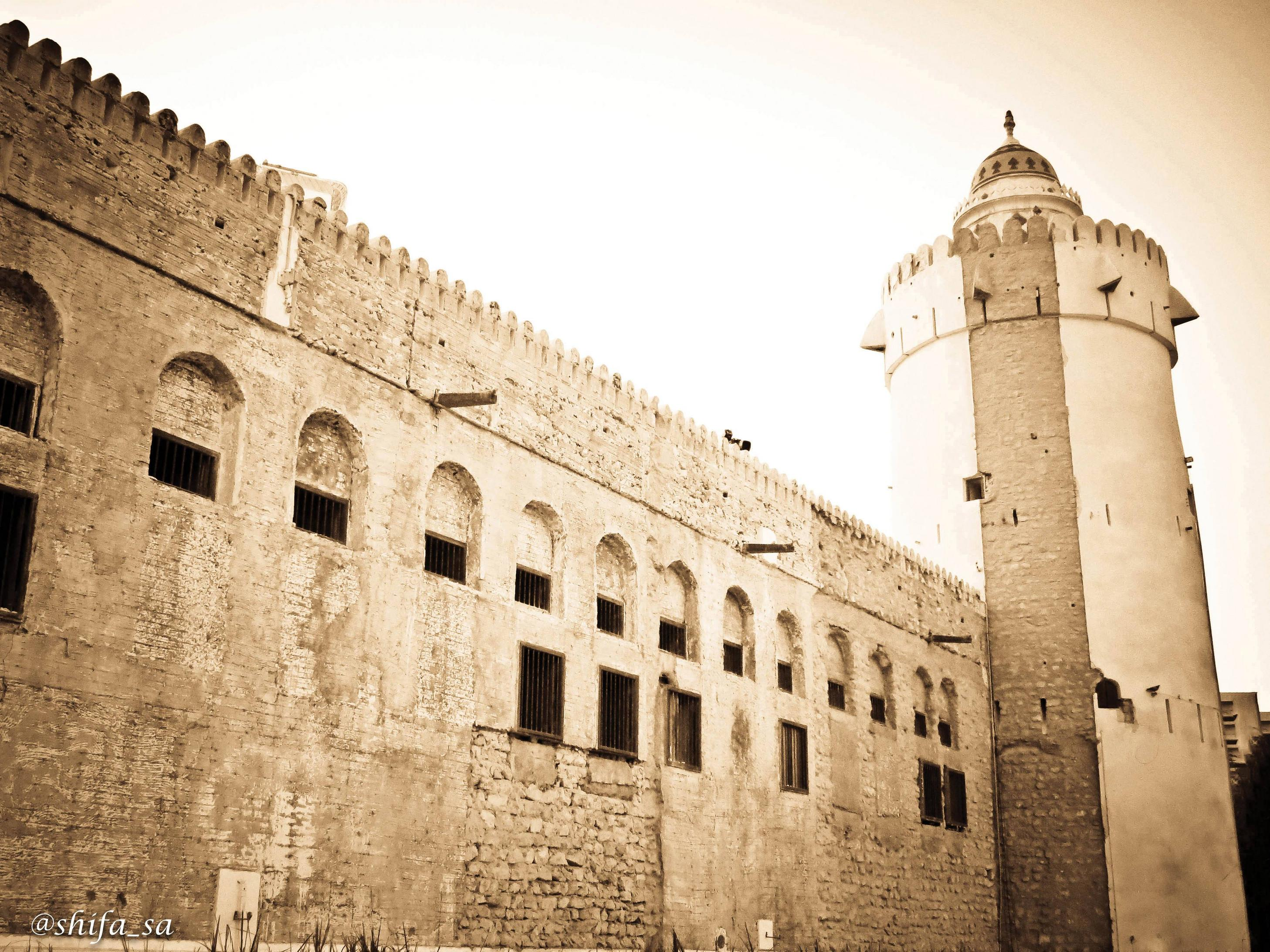
صورة قديمة لقصر الحصن في أبوظبي

مهرجان قصر الحصن هو حدث سنوي يقام على أرض قصر الحصن احتفالاً بتاريخ القصر وبقرون من الثقافة والتقاليد في الإمارات. يهدف المهرجان بشكل رئيس إلى تعزيز مكانة الهوية الإماراتية والقيم التي يمثلها تراث دولة الإمارات وتعريف المجتمع بأعمال الترميم الجارية في المبنى وقد أتاح المهرجان للزوار فرصة التعرف على تراث دولة الإمارات وثقافتها، من خلال تنظيم ورش عمل وعروض متنوعة وجولات تعريفية وندوات تفاعلية، كما منح فرصة للدخول إلى الساحة الداخلية لقصر الحصن.

## معرض الصور

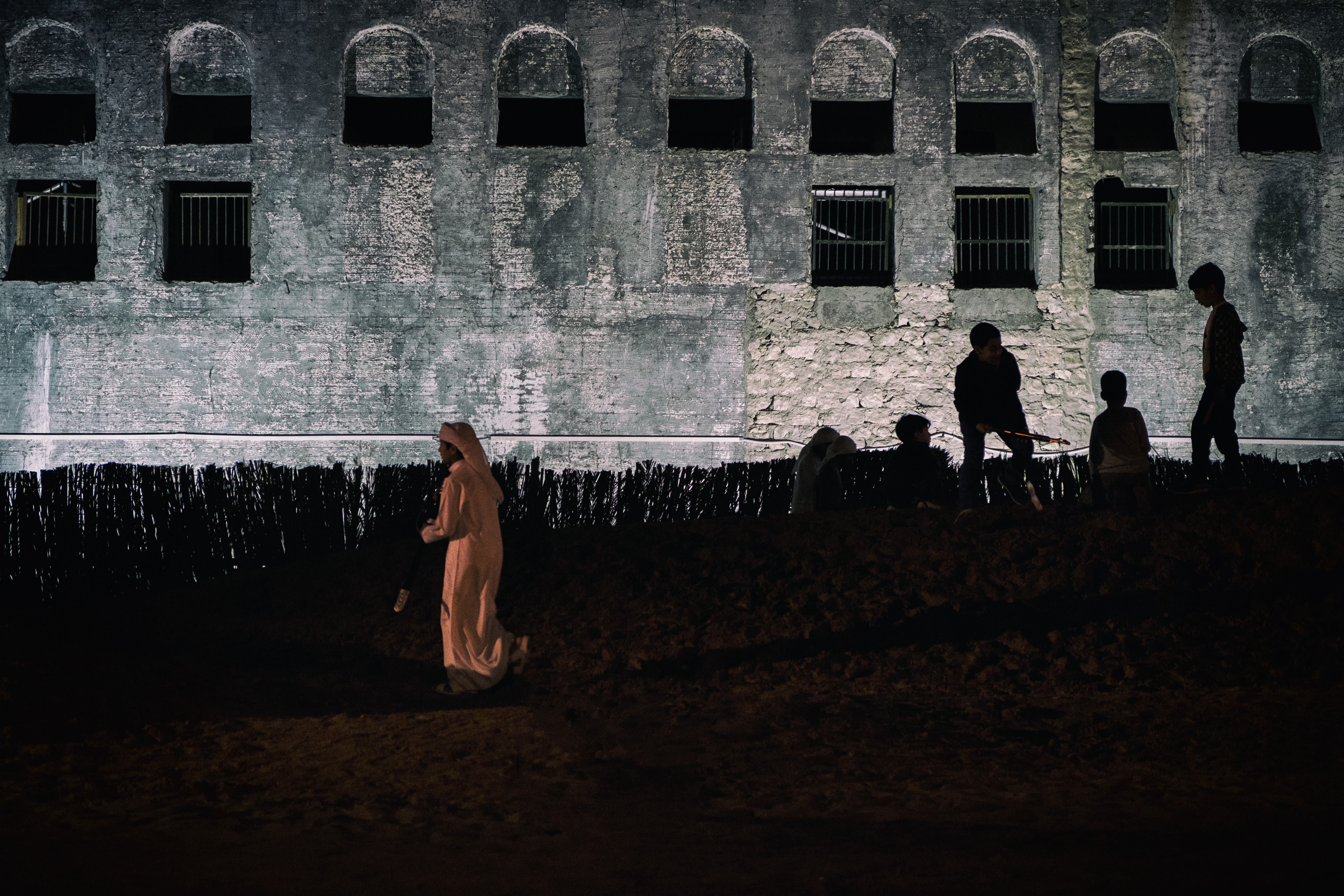
قصر الحصن
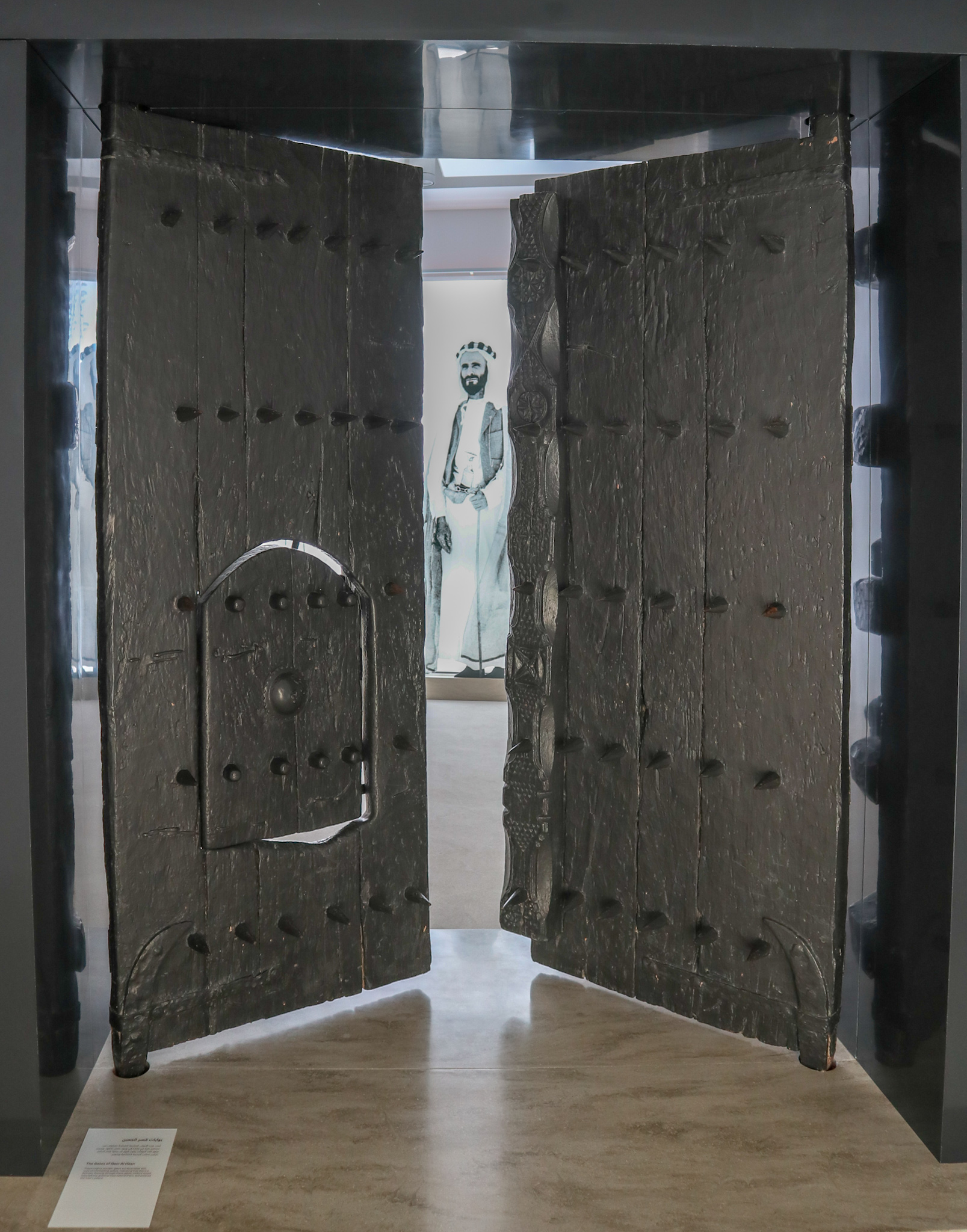
بوابات قديمة في قصر الحصن
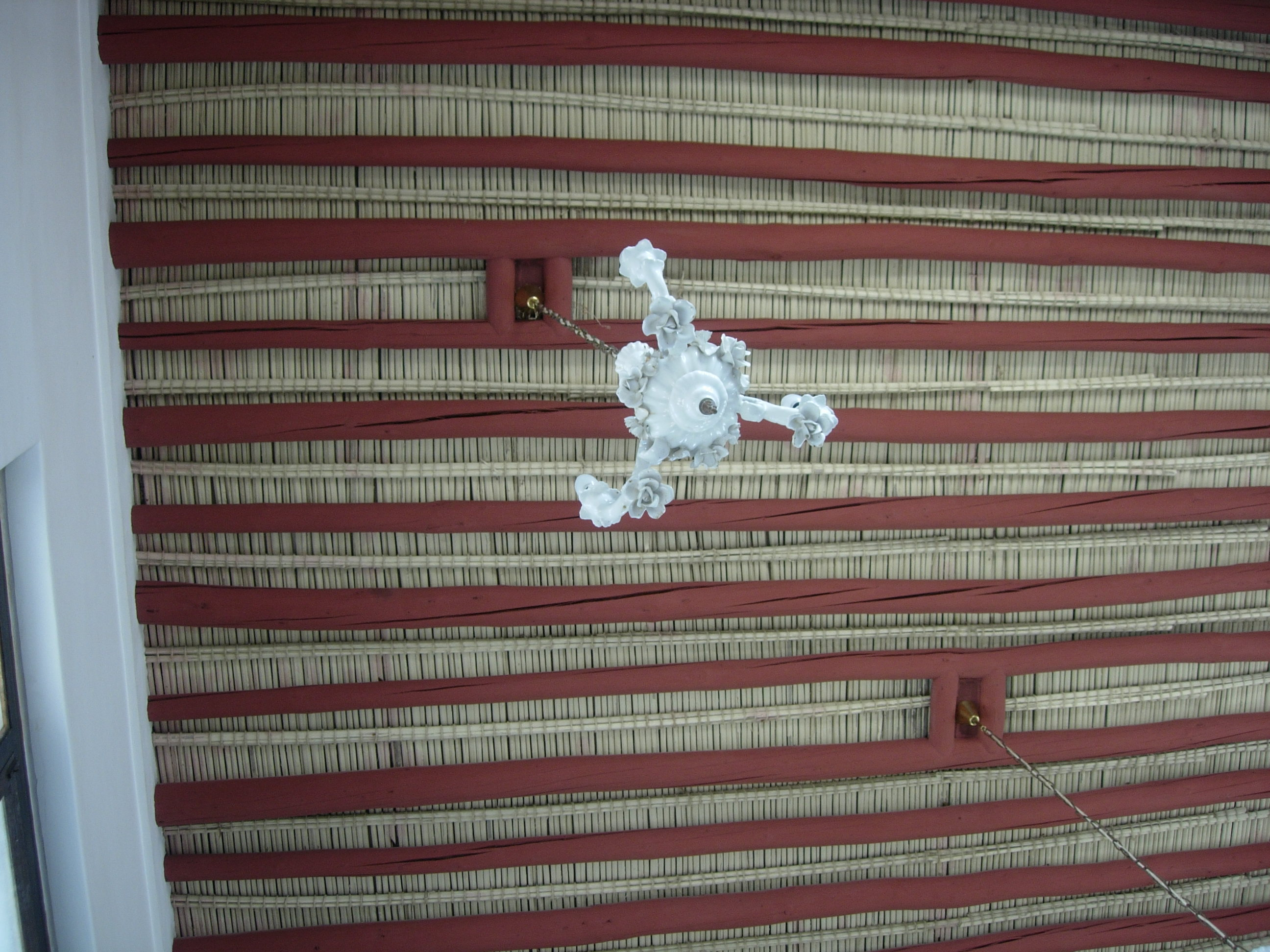
سقف قديم في قصر الحصن

## انظر ايضاًً
- قائمة قلاع وحصون الإمارات
- قصر الوطن (أبو ظبي)
- قائمة الممتلكات الثقافية ذات الأهمية الوطنية في الإمارات العربية المتحدة
- دائرة الثقافة والسياحة بأبوظبي
- هيئة أبوظبي للثقافة والتراث